# Miloš Kosanović
Miloš Kosanović (ur. 28 maja 1990 w Čonoplji) – serbski piłkarz występujący na pozycji obrońcy w klubie Ajman Club.

## Kariera klubowa
Kosanović rozpoczynał karierę w juniorskich zespołach Radničkiego Sombor i Vojvodiny Nowy Sad. W 2007 roku podpisał kontrakt z drugoligowym wówczas Mladostem Apatin. Występował w tym klubie przez kolejne trzy lata. 1 lipca 2010 roku Kosanović podpisał czteroletnią umowę z Cracovią. 21 września 2010 roku zadebiutował w barwach pierwszego zespołu podczas spotkania z GKP Gorzów Wielkopolski, rozegranym w ramach 1/16 finału Pucharu Polski. 23 października tego roku Kosanović zadebiutował w polskiej Ekstraklasie w meczu z Polonią Warszawa. 21 kwietnia 2011 roku, podczas ligowego starcia z Zagłębiem Lubin, Serb zdobył swoją pierwszą bramkę w najwyższej klasie rozgrywkowej.
W 2014 roku Kosanović przeszedł do Mechelen, a w 2016 do Standardu Liège. W 2017 wypożyczono go do Göztepe SK. W 2019 przeszedł do Al-Jazira Club.

## Kariera reprezentacyjna
Kosanović ma za sobą cztery spotkania w młodzieżowej reprezentacji Serbii i Czarnogóry do lat 15. Z początkiem 2012 roku otrzymał powołanie do reprezentacji Serbii U-21. Zadebiutował w niej 29 lutego w wygranym 2:0 meczu z Bośnią i Hercegowiną. Następnie, 5 czerwca 2012 roku, zagrał w spotkaniu z Wyspami Owczymi (2:0). 14 sierpnia 2012 r. wystąpił w wygranym 2:0 pojedynku z Mołdawią.